# Ampedus pyrenaeus
Ampedus pyrenaeus е вид бръмбар от семейство Полски ковачи (Elateridae).

## Разпространение
Този вид е разпространен в Испания.